# Gare de Sambir
La gare centrale de Sambir (en ukrainien : Самбір) est une gare ferroviaire située dans la ville de Sambir en Ukraine. 

## Histoire
Inaugurée comme l'une des gares principales du chemin de fer transnistrien sur le tronçon Khyriv - Sambir - Stryi en 1903 ouvrait le tronçon vers Lviv et en 1904 vers la gare de Strilki[réf. nécessaire].
Durant la seconde guerre mondiale, le 22 juin 1941, la gare de Sambir est bombardée par l'armée allemande.